# Wiggins (Colorado)
Wiggins es un pueblo ubicado en el condado de Morgan en el estado estadounidense de Colorado. En el Censo de 2010 tenía una población de 893 habitantes y una densidad poblacional de 259,44 personas por km².

## Geografía
Wiggins se encuentra ubicado en las coordenadas 40°13′36″N 104°4′25″O / 40.22667, -104.07361. Según la Oficina del Censo de los Estados Unidos, Wiggins tiene una superficie total de 3.44 km², de la cual 3.43 km² corresponden a tierra firme y (0.3%) 0.01 km² es agua.

## Demografía
Según el censo de 2010, había 893 personas residiendo en Wiggins. La densidad de población era de 259,44 hab./km². De los 893 habitantes, Wiggins estaba compuesto por el 90.59% blancos, el 0.11% eran afroamericanos, el 0.78% eran amerindios, el 0.11% eran asiáticos, el 0% eran isleños del Pacífico, el 6.49% eran de otras razas y el 1.9% pertenecían a dos o más razas. Del total de la población el 28.22% eran hispanos o latinos de cualquier raza.